# Europolemur
Europolemur es un género de primates adapiformes que vivían en Europa en el Eoceno. La especie tipo, Europolemur klatti era un primate de tamaño medio a grande, que vivió en el continente de Europa desde mediados a principios del Eoceno. El pariente más reciente de esta especie, que apareció en la localidad de Geiseltal de la DDR, es un primate recientemente descubierto, Mahgarita stevensi, cuyo espécimen tipo es aproximadamente del tamaño de Lepilemur leucopus. Esta relación con M. stevensi sugiere que Norteamérica es el posible lugar de origen de los Lemuriformes, con estrechos vínculos filogenéticos europeos durante el Eoceno. Típico de la mayoría de los adapinos son la reducción o ausencia de un paracónido y la morfología del paracrístido. Estas y algunas otras características son sinapomorfías que fueron utilizados para vincular a E. klatti con Leptadapis priscus y Microadapis sciureus, así como Smilodectes.

## Morfología

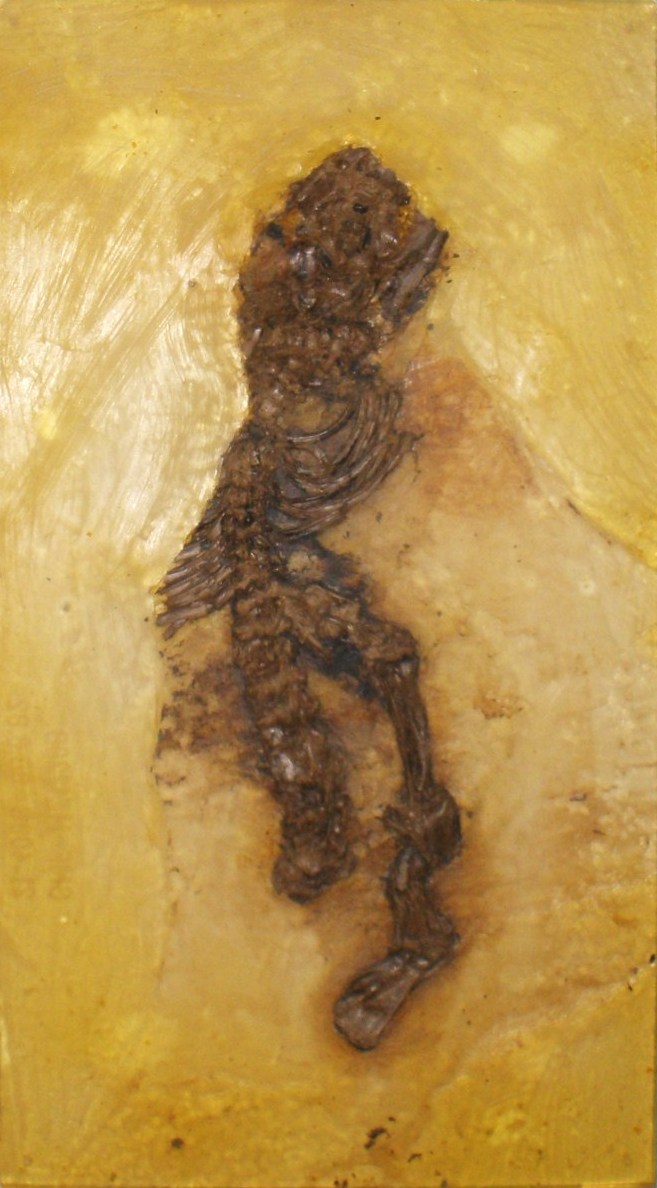
Fósil de Europolemur koenigswaldi.

Europolemur es parte de un grupo de fósiles dotados de dígitos alargados, y muy probablemente se aproximaba en sus proporciones manuales a los primeros euprimates.  E. klatti tenía un hallux que le permitía agarrarse y es evidencia que apoya la idea de que  E. klatti puede haber tenido uñas en lugar de garras. Esto insinúa que la estabilización de las puntas de los dedos y la mano debe tener de alguna manera ha sido una función importante para ellos y su estilo de vida en su hábitat. En relación con el antebrazo, la mano de E. klatti era grande que puede estar relacionado con escalada vertical o postura. La forma de la calcáneo se asemeja a la que se encuentra en Smilodectes y Notharctus y E. klatti tenía una masa corporal media de 1,7 kilogramos.

## Dentición
En 1995, dos molares superiores aislados pertenecientes a E. klatti fueron encontrados en el depósito de un antiguo lago durante las excavaciones realizadas por el "Naturhistorisches Museum Mainz/Landessammlung fur Naturkunde Rheinland-Pfalz". El museo determinó que los molares (así como una mandíbula con la dentición casi completa que pertenece a otro cercamoiino, Periconodon) eran representativos de los primeros primates del Eoceno Medio maar Eckfeld en el suroeste de Eifel, Alemania ^ 2.  E. klatti tiene una fórmula dental de {\displaystyle {\tfrac {2.1.3.3}{2.1.3.3}}} (dentición permanente) y una dentición temporal de {\displaystyle {\tfrac {2.1.4.3}{2.1.4.3}}} Una de las características más distintivas del género Europolemur es la falta de un metacónulo. La anatomía dental de su género se describe con más detalle por Franzen como un conjunto de "caninos superiores grandes y puntiagudos; molares superiores sin postflexus; postprotocrista prominente; ningún metacónulo; M3 más pequeño y más corto que M2; mucho más corta que amplia P4, con una débil parastilo; P4 con una pequeña y unicúspide talónido y una metacónido presente a ausente;. protocristido de M casi orientado transversalmente protocónido de P3 poco mayor que la de P4 ".